# Ville-la-Grand
Ville-la-Grand é uma comuna francesa na região administrativa de Auvérnia-Ródano-Alpes, no departamento da Alta Saboia. Estende-se por uma área de 4.49 km². Em 2010 a comuna tinha 9 044 habitantes (densidade: 2 014,3 hab./km²).